# 全国開拓農業協同組合連合会
全国開拓農業協同組合連合会（ぜんこくかいたくのうぎょうきょうどうくみあいれんごうかい、略称全開連）は、畜産に特化した専門農協。第二次世界大戦終戦による日本国外からの引揚者対策として、国策で進められた開拓行政に基づき、1948年に発足した。

## 概要
- 本部所在地 - 〒107-0052　東京都港区赤坂1-9-13
- 出資金 - 678百万円（平成28年12月現在）
- 代表理事会長 - 平木勇
- 会員
  - 正会員
    - 農業協同組合28団体

  - 准会員
    - 公益社団法人全国開拓振興協会
    - ゼンカイミート株式会社
    - 一般社団法人岩手県開拓振興協会
    - 福岡県畜産事業協同組合
    - 佐賀県開拓畜産事業協同組合

## 沿革
- 1948年10月28日 - 全国開拓農業協同組合連合会設立。
- 1966年 - 山梨県八ヶ岳山麓に実験農場開設。
- 1970年 - 「開拓牛」銘柄使用開始。
- 1975年 - 実験農場を栃木県那須（大田原市）に移転。
- 1980年 - 実験農場を畜産技術センターに改称。
- 1989年 - ゼンカイミート株式会社設立。

## 事業内容
- 購買事業 - 会員の開拓農家に対し、飼料や農業資材などの斡旋販売を行う。
- 販売事業 - 開拓農家が生産した肉牛や肉豚を、子会社のゼンカイミートで加工し、食品メーカーや生活協同組合に販売する。牛乳は共同会社を通じ、生活協同組合に販売する。開拓農家が全開連方式で生産するホルスタイン種の去勢牛は「開拓牛」、ホルスタイン種と黒毛和種を交配させた牛は「開拓交雑種牛」の商標で販売している。
- 指導事業 - 獣医師、畜産経営診断士、畜産環境アドバイザーなどの有資格者が、開拓農家に対し生産技術や経営管理などの営農指導を行う。
- 研究開発事業 - 栃木県那須の畜産技術センターにて、飼料の研究開発などを行う。同センターにおいて開発された配合飼料で肥育させることを「全開連方式」と呼んでいる。